# (895) Helio
(895) Helio est un astéroïde de la ceinture principale découvert par Max Wolf le 11 juillet 1918.
Il a été ainsi baptisé en référence à l'hélium, élément dont le spectre fut simultanément étudié par Carl Runge (1856-1927) et Friedrich Paschen (1865-1947).